# Rhynchospora glomerata
Rhynchospora glomerata är en halvgräsart som först beskrevs av Carl von Linné, och fick sitt nu gällande namn av Vahl. Rhynchospora glomerata ingår i släktet småag, och familjen halvgräs. Inga underarter finns listade i Catalogue of Life.